# Las (województwo małopolskie)
Las – wieś sołecka w Polsce położona w województwie małopolskim, w powiecie oświęcimskim, w północnej części gminy Przeciszów nad Wisłą.
| SIMC    | Nazwa      | Rodzaj    |
| ------- | ---------- | --------- |
| 0065235 | Balusie    | część wsi |
| 0065241 | Dół        | część wsi |
| 0065258 | Góra       | część wsi |
| 0065264 | Na Brzegu  | część wsi |
| 0065270 | Szwaby     | część wsi |
| 0065287 | Zajeziorze | część wsi |

W latach 1975–1998 miejscowość położona była w województwie bielskim.
Znajduje się tu duży kanał rzeczny „Wisła” o ważnym znaczeniu komunikacyjnym oraz rezerwat przyrody „Przeciszów” (na granicy z Przeciszowem).